# Emil Rohde

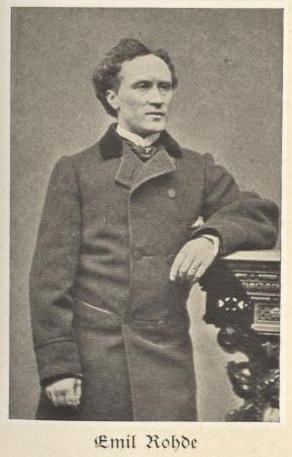
Emil Rohde, um 1880

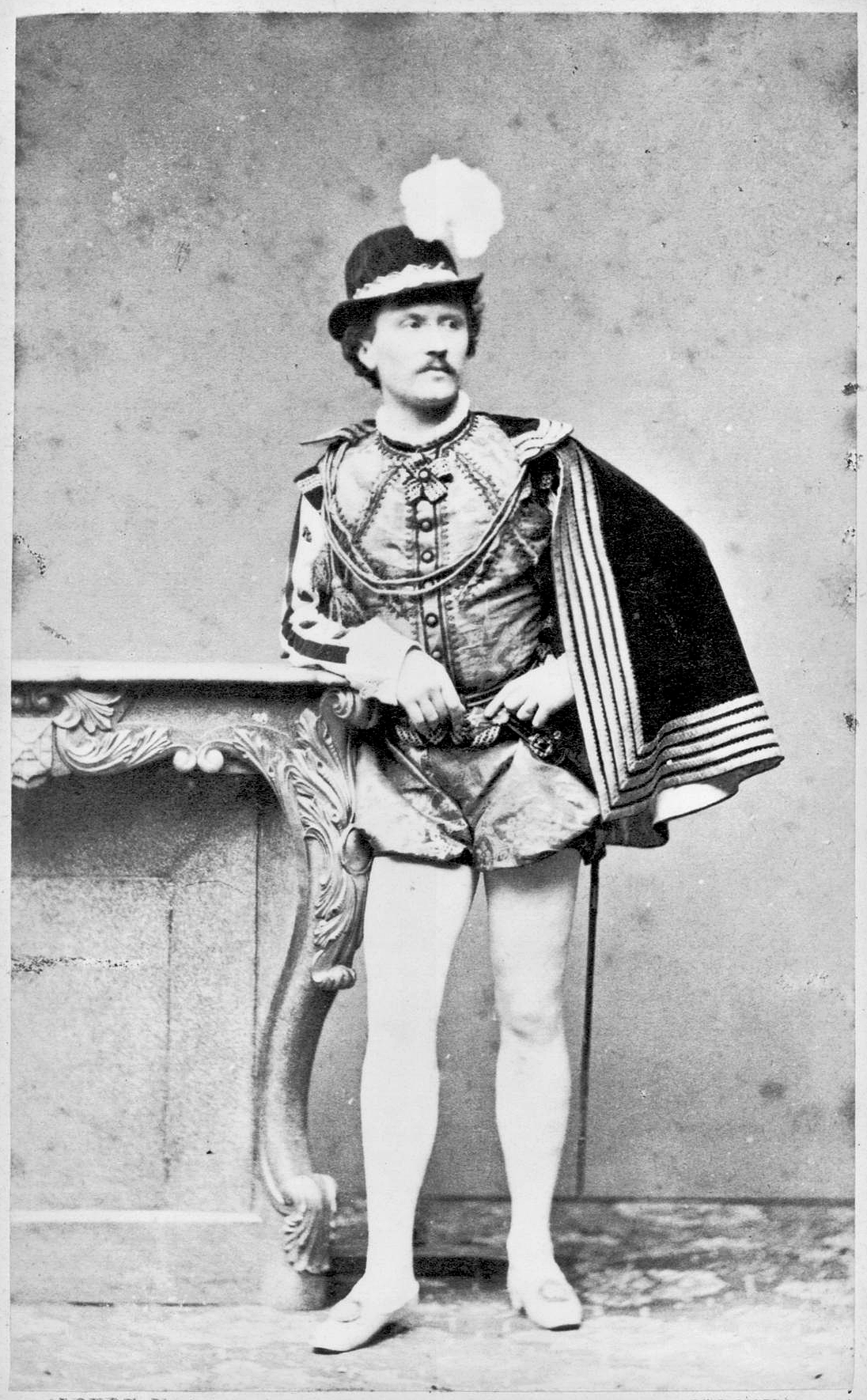
Emil Rohde als Don Carlos

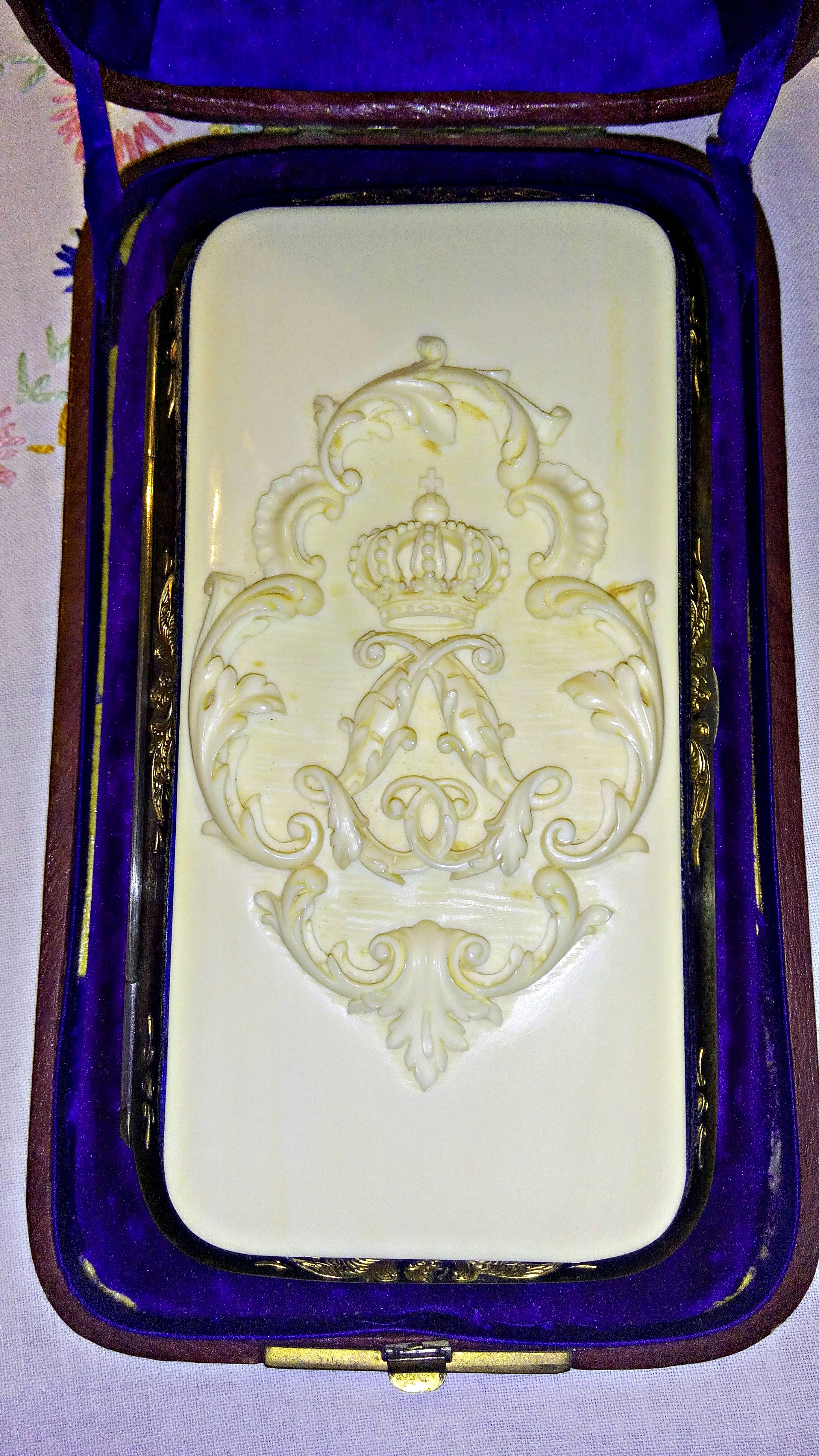
Elfenbein-Zigarrenetui; persönliches Geschenk König Ludwig II. von Bayern an Emil Rohde

Emil Rohde (* 18. Januar 1839 in  Düsseldorf; † 18. Dezember 1913 in München) war ein deutscher Theaterschauspieler.

## Leben
Emil Rohde wurde geboren als Sohn des Schauspielerehepaares August und Magdalena Rohde. Sein Großvater Matthias Rohde (1782–1838) war ein berühmter Komiker am Stuttgarter Hoftheater und befreundet mit Carl Maria von Weber.
Rohde kam 1856 als Volontär ebenfalls ans Hoftheater Stuttgart, wo man seine Familie kannte. Dann ging er nach Posen, 1859–1864 spielte er am Urania-Theater Breslau. Hier schloss er eine lebenslange Freundschaft mit seinem Schauspielerkollegen Ernst von Possart (1841–1921). Von 1864 bis 1913 war Emil Rohde engagiert am Königlichen Hoftheater in München. Er trug den Titel eines Bayerischen Hofschauspielers. Auch hier arbeitete er wieder mit Ernst von Possart zusammen und spielte Heldenrollen. Besonders bekannt wurde er als Tellheim in Minna von Barnhelm, als Romeo, Don Carlos und Torquato Tasso.
König Ludwig II. von Bayern begeisterte sich sehr für seine Darstellung des Don Carlos und nahm Rohde in der Kreis der von ihm besonders favorisierten Künstler auf. Er gehörte zu den Schauspielern, die öfter in Separataufführungen für den Herrscher spielen mussten. Emil Rohde, Josef Kainz (1858–1910) und Franz Innozenz Nachbaur (1830–1902) waren jene drei unter den Münchner Bühnenkünstlern, die zu König Ludwig II. in engeren persönlichen Beziehungen standen.
Rohde war verheiratet, wohnte im Münchner Stadtbezirk Lehel (Herzog-Rudolf-Straße 39) und hatte eine Tochter namens Anna Rohde (1870–1953), die als Bayerische Staatsschauspielerin in München wirkte. Der Künstler starb 1913 und wurde auf dem Alten Nördlichen Friedhof beigesetzt; das Grab ist erhalten (2013). In München-Pasing ist die  „Rohde-Straße“ nach ihm benannt.